# Feuerwehr in Serbien

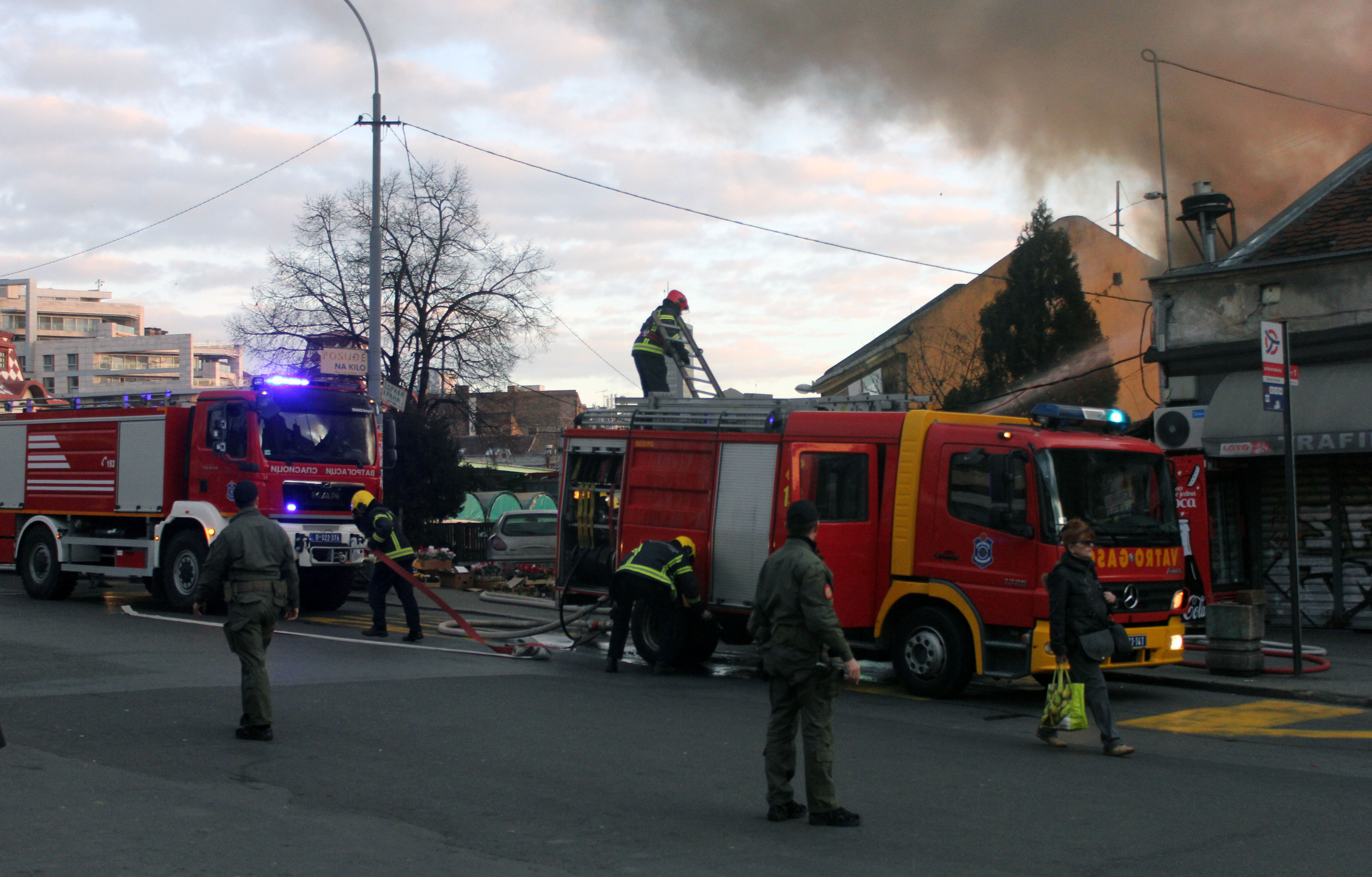
Feuerwehreinsatz in Belgrad

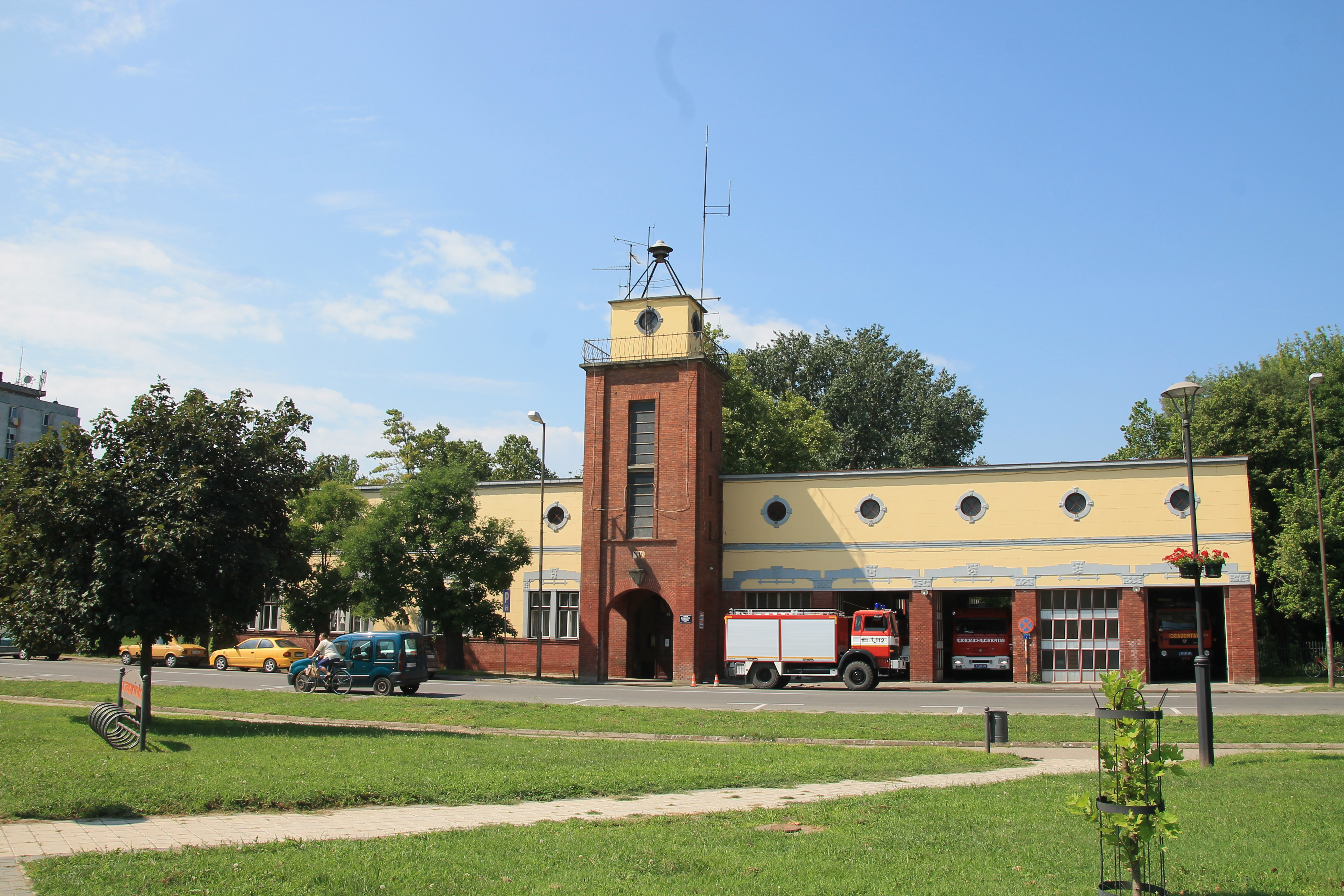
Feuerwache in Bačka Topola

Die Feuerwehr in Serbien besteht aus rund 3100 Berufsfeuerwehrleuten und rund 1200 freiwilligen Feuerwehrleuten.

## Allgemeines
In Serbien bestehen 186 Feuerwachen und Feuerwehrhäuser, in denen 886 Löschfahrzeuge und 40 Drehleitern bzw. Teleskopmasten für Feuerwehreinsätze bereitstehen. Insgesamt sind 3169 Berufsfeuerwehrleute und 1245 freiwillige Feuerwehrleute im Feuerwehrwesen tätig. Der Frauenanteil beträgt zwei Prozent. Die Feuerwehren sind 20 Feuerwehrbezirken zugeordnet.

## Feuerwehrverband
Der serbische Feuerwehrverband Vatrogasni Savez Srbije (Ватрогасни савез Србије) repräsentiert die serbischen Feuerwehren mit ihren über 4400 Feuerwehrangehörigen im Weltfeuerwehrverband CTIF (Comité technique international de prévention et d’extinction du feu). Darüber hinaus bestehen Verbindungen insbesondere zu europäischen Feuerwehrverbänden, wie dem Deutschen Feuerwehrverband.
Der nationale Feuerwehrverband hat folgende Aufgaben:
- Koordinierung der Arbeit seiner assoziierten Mitglieder zur Verbesserung der Brandbekämpfung und des Brandschutzes
- Ausrichtung der Aktivitäten seiner assoziierten Mitglieder auf die bestmögliche Organisation der Brandbekämpfung und des Brandschutzes
- Erarbeitung von Vorschlägen zur Berufsausbildung von Feuerwehren
- Zusammenarbeit mit serbischen Organen und Organisationen zur Verbesserung der Brandbekämpfung und des Brandschutzes
- Teilnahme an den Arbeiten zur Verabschiedung allgemeiner Gesetze und Normen im Bereich Brandbekämpfung und Brandschutz
- Erarbeitung von Vorschlägen zur Verbesserung der Reichweite und Qualität der Brandbekämpfungsausrüstung und -techniken
- Organisation von Fachkonferenzen, Seminaren und Ausstellungen im Bereich Brandbekämpfung und Brandschutz
- Organisation von staatlichen Feuerwehr- und Quizwettbewerben, Überprüfungen und Treffen von Feuerwehrleuten